# Риф (радиолокационная станция)
«Риф» (обозначение НАТО — англ. Ball End) — радиолокационная станция (РЛС) корабельного базирования с антенным постом. Предназначалась для обнаружения надводных целей и выдачи целеуказания корабельному оружию при стрельбе по надводным целям. Другим назначением РЛС было решение навигационных задач. На надводных кораблях станция являлась основным средством разведки, обнаружения и целеуказания.

## Разработка
РЛС «Риф» был одним из четырёх радаров обзора и управления огнём, которые разрабатывались в 1946—1948 годах по трёхлетнему плану развития радиолокационной техники.
Разработка РЛС велась под руководством В. Д. Калмыкова в ОКБ-703 Министерства судостроительной промышленности. В 1948 году совместно с РЛС «Гюйс-2» она прошла государственные испытания на крейсере «Молотов» Черноморского флота и была принята на вооружение советского ВМФ. Серийный выпуск станции под шифром «Риф-А» вёлся с 1949 года на заводе № 703.

## Описание
РЛС «Риф» являлась первой советской помехозащищённой радиолокационной станцией. Для защиты от активных помех была применена схема электромеханической перестройки на четыре рабочие частоты. Станция могла функционировать в одном из трёх режимов работы — кругового обзора, секторного поиска или слежения за целью (сопровождения).
Антенный пост РЛС «Риф» размещался на топе грот-мачты крейсеров проекта 68-бис. Антенна — параболического типа, усечённая.
Частотный диапазон станции — S (длина волны — 10 см), максимальная дальность обзора — 40 км (220 кабельтовых), минимальная дальность обзора (мёртвая зона) — 2 кабельтова. РЛС «Риф» может обнаруживать надводные цели: торпедный катер — на дальности радиогоризонта от 30 до 50 кабельтовых, крейсер — от 200 до 220 кабельтовых, всплески от падения фугасных и осколочных снарядов — от 25 до 100 кабельтовых, эсминец — от 140 до 160 кабельтовых, перископ подводной лодки высотой 1,5 м — от 10 до 15 кабельтовых. Потребляемая РЛС мощность — 150 КВт.
РЛС устанавливалась на Крейсера проекта 68-бис и другие корабли. В ходе последующих модернизаций и принятия на вооружение более современной радиолокационной техники эта РЛС снималась.

## Установки на кораблях
- Крейсера проекта 68-бис (план)
- Крейсера проекта 82 (план)